# Vladimir Semenets
Ne doit pas être confondu avec Vladimir Semenets (acteur).
Vladimir Ivanovitch Semenets, né le 9 janvier 1950 à Volsk, province de Saratov en Russie, (ancienne URSS) est un coureur cycliste soviétique, spécialisée dans la course de Tandem sur piste. Il obtint, associé à Igor Tselovalnikov, le dernier titre olympique de cette spécialité, aux Jeux olympiques de Munich en 1972.

## Biographie
Robuste athlète (1,80 m, 80 kg), affilié au club Dynamo de Kiev, Vladimir Semenets débute sur piste dans les tournois de vitesse et de poursuite. En 1970, il participe aux championnats du monde à Leicester, sélectionné dans l'équipe de l'URSS et concourt dans deux disciplines :
- la vitesse (avec ses compatriotes Omari Phakadze et Andrei Poletaiev). Qualifié pour le 2e tour, puis pour les 8e de finale, il est éliminé en repêchages de ceux-ci[2].
- la poursuite par équipes, où il atteint avec l'équipe d'URSS (Stanislav Moskvine, Viktor Bykov et Vladimir Kuznetzov)[3] les 1/2 finales, et obtenait la médaille de bronze en battant l'équipe de Pologne en "petite finale".

L'année suivante, aux Championnats du monde sur piste de Varèse, il participe à l'épreuve du Tandem, associé à Igor Tselovalnikov, qui dispose d'une longue expérience de la spécialité. Le duo soviétique est battu en 1/2 finale par l'équipe de RFA, et subit le même sort en "petite finale", battu par le tandem franco tricolore Daniel Morelon-Pierre Trentin

## Palmarès

### Palmarès année par année
- 1970
  -  Médaille de bronze du championnat du monde de poursuite par équipes amateurs (avec Stanislav Moskvine, Vladimir Kuznetzov et Viktor Bykov)
- 1971
  - 4e du championnat du monde de tandem amateurs (avec Igor Tselovalnikov)
- 1972
  -  Champion olympique de tandem (avec Igor Tselovalnikov)
- 1973
  -  Médaille d'argent du championnat du monde de tandem amateurs (avec Viktor Kopylov[5])
- 1974
  -  Médaille d'argent du championnat du monde de tandem amateurs (avec Viktor Kopylov)
- 1976
  -  Médaille de bronze du championnat du monde de tandem amateurs (avec Anatoli Iablunowski)
- 1977
  -  Médaille d'argent du championnat du monde de tandem amateurs (avec Alexander Voronin)

### Places d'honneur
- Il est éliminé en 16e de finale du championnat du monde de vitesse amateurs en 1974 et en huitièmes de finale en 1977.